# Amblypodia erebina
Amblypodia erebina är en fjärilsart som beskrevs av Otto Staudinger 1889. Amblypodia erebina ingår i släktet Amblypodia och familjen juvelvingar. Inga underarter finns listade i Catalogue of Life.